# Đông Cuông
Đông Cuông là một xã thuộc huyện Văn Yên, tỉnh Yên Bái, Việt Nam.

## Địa lý
Xã Đông Cuông nằm ở phía đông huyện Văn Yên, có vị trí địa lý:
- Phía đông giáp xã Quang Minh
- Phía tây giáp xã Đông An và xã Tân Hợp
- Phía nam giáp xã Mậu Đông
- Phía bắc giáp xã An Bình.

Xã Đông Cuông có diện tích 21,16 km², dân số năm 2019 là 6.803 người, mật độ dân số đạt 322 người/km².

## Lịch sử
Ngày 16 tháng 12 năm 1964, Chính phủ ban hành Quyết định số 177-CP, điều chỉnh xã Đông Cuông thuộc huyện Trấn Yên về huyện Văn Yên mới thành lập.
Ngày 2 tháng 3 năm 1973, Bộ trưởng Phủ Thủ tướng ra Quyết định số 12-BT, về việc:
- Giải thể xã Minh Đông
- Sáp nhập một phần của xã Minh Đông vào xã Đông Cuông.